# Douglass Dumbrille
Douglass Dumbrille (parfois crédité Douglas Dumbrille) est un acteur canadien, né à Hamilton (Ontario, Canada) le 13 octobre 1889, mort à Los Angeles — Quartier de Woodland Hills — (Californie, États-Unis) le 2 avril 1974.

## Biographie
Au théâtre, Douglass Dumbrille se produit à Broadway (New York) de 1924 à 1932, dans deux opérettes, des pièces et une comédie musicale (Les Trois Mousquetaires, en 1928, adaptation du roman éponyme d'Alexandre Dumas — il participera aussi à une adaptation cinématographique dudit roman en 1939, Les Trois Louf'quetaires —).
Il débute au cinéma en 1913 puis, à l'exception d'un second film muet en 1924, n'y reviendra qu'en 1931 (après l'avènement du parlant) et tournera alors régulièrement jusqu'en 1964. Mentionnons sa participation à La Course de Broadway Bill en 1934 et à son remake musical en 1950, Jour de chance, tous deux réalisés par Frank Capra (avec lequel il tourne également L'Extravagant Mr. Deeds en 1936). En outre, il joue en 1938 dans Les Flibustiers (The Buccaneer) de Cecil B. DeMille — qu'il retrouvera en 1956 pour Les Dix Commandements — et dans son remake (titre original éponyme), réalisé par Anthony Quinn en 1958.
À la télévision, il apparaît de 1951 à 1966, dans un téléfilm (en 1955) et des séries (Batman, Les Incorruptibles...).

## Filmographie partielle

### au cinéma
- 1924 : The Declaration of Independence de Kenneth S. Webb (court métrage)
- 1931 : Sa femme (His Woman) d'Edward Sloman
- 1932 : Je suis un évadé (I am a Fugitive from a Chain Gang) (non crédité) de Mervyn LeRoy
- 1932 : The Wiser Sex (en) de Berthold Viertel
- 1932 : Blondie of the Follies de Edmund Goulding
- 1932 : That's my Boy de Roy William Neill
- 1932 : The Pride of the Legion de Ford Beebe
- 1933 : Laughter in Hell de Edward L. Cahn
- 1933 : Kaspa, fils de la brousse (King of the Jungle) de H. Bruce Humberstone et Max Marcin
- 1933 : Hard to Handle de Mervyn LeRoy
- 1933 : Smoke Lightning de David Howard
- 1933 : The Rustler's Roundup de Henry MacRae
- 1933 : Elmer the Great de Mervyn LeRoy
- 1933 : La Soie écarlate (en) (The Silk Express) de Ray Enright
- 1933 : Le Tombeur (Lady Killer) de Roy Del Ruth
- 1933 : Héros à vendre (Heroes for Sale) (non crédité) de William A. Wellman
- 1933 : The Man Who Dared de Hamilton MacFadden
- 1933 : Liliane (Baby Face) d'Alfred E. Green
- 1933 : The Big Brain de George Archainbaud
- 1933 : Voltaire de John G. Adolfi
- 1933 : L'Amour guide de Norman Taurog
- 1933 : Female de Michael Curtiz
- 1933 : The World Changes de Mervyn LeRoy
- 1933 : Convention City de Archie Mayo
- 1934 : Massacre de Alan Crosland
- 1934 : Hi Nellie de Mervyn LeRoy
- 1934 : Harold Teen (en) de  Murray Roth
- 1934 : Fog Over Frisco de William Dieterle
- 1934 : Operator 13 de Richard Boleslawski
- 1934 : L'Île au trésor (Treasure Island) de Victor Fleming
- 1934 : La Course de Broadway Bill (Broadway Bill) de Frank Capra
- 1934 : Mariage secret (The Secret Bride) de William Dieterle
- 1935 : Les Trois Lanciers du Bengale (The Lives of a Bengal Lancer) de Henry Hathaway
- 1934 : Journal of a Crime de William Keighley
- 1935 : La Fugue de Mariette (Naughty Marietta) de W. S. Van Dyke
- 1935 : Cardinal Richelieu de Rowland V. Lee
- 1935 : Air Hawks de Albert S. Rogell
- 1935 : Unknown Woman de Albert S. Rogell
- 1935 : Aimez-moi toujours (Love Me Forever), de Victor Schertzinger
- 1935 : The Public Menace de Erle C. Kenton
- 1935 : Crime et Châtiment (Crime and Punishment) de Josef von Sternberg
- 1935 : Peter Ibbetson de Henry Hathaway
- 1935 : The Calling of Dan Matthews de Phil Rosen
- 1935 : The Lone Wolf Returns de Roy William Neill
- 1936 : You May Be Next de Albert S. Rogell
- 1936 : La musique vient par ici (The Music Goes 'Round) de Victor Schertzinger
- 1936 : L'Extravagant Mr. Deeds (Mr. Deeds goes to Town) de Frank Capra
- 1936 : The Witness Chair de George Nicholls Jr.
- 1936 : Une princesse à bord (The Princess Comes Across) de William K. Howard
- 1936 : M'Liss de George Nicholls Jr.
- 1936 : End of the Trail (en) d'Erle C. Kenton
- 1936 : Counterfelt Lady de D. Ross Lederman
- 1937 : Woman in Distress de Lynn Shores (en)
- 1937 : Un jour aux courses (A Day at the Races) de Sam Wood
- 1937 : Le Secret des chandeliers (The Emperor's Candlesticks) de George Fitzmaurice
- 1937 : L'Espionne de Castille (The Firefly) de Robert Z. Leonard
- 1937 : Nuits d'Arabie (Ali Baba goes to Town) de David Butler
- 1938 : Les Flibustiers (The Buccaneer) de Cecil B. DeMille
- 1938 : Stolen Heaven de Andrew L. Stone
- 1938 : Règlement de comptes (Fast Company) d'Edward Buzzell
- 1938 : The Mysterious Rider de Lesley Selander
- 1938 : Crime Takes a Holiday de Lewis D. Collins
- 1938 : Tempête sur le Bengale (Storm over Bengal) de Sidney Salkow
- 1938 : Kentucky de David Butler
- 1938 : Sharpshooters de James Tinling
- 1939 : Les Trois Louf'quetaires (The Three Musketeers) d'Allan Dwan
- 1939 : Un homme à la page (Tell no Tales) de Leslie Fenton
- 1939 : Capitaine Furie (Captain Fury) de Hal Roach
- 1939 : Charlie Chan at Treasure Island de Norman Foster
- 1939 : Tonnerre sur l'Atlantique (Thunder Afloat) de George B. Seitz
- 1939 : Monsieur Moto en péril (Mr. Moto in Danger Island) de Herbert I. Leeds
- 1939 : Rovin' Tumbleweeds de George Sherman
- 1939 : City in Darkness de Herbert I. Leeds
- 1940 : Le Poignard mystérieux (Slightly Honorable) de Tay Garnett
- 1940 : Pago Pago, île enchantée (South of Pago Pago) d'Alfred E. Green
- 1940 : La Caravane héroïque (Virginia City) de Michael Curtiz
- 1940 : Michael Shayne, Private Detective d'Eugene Forde
- 1941 : En route vers Zanzibar (Road to Zanzibar) de Victor Schertzinger

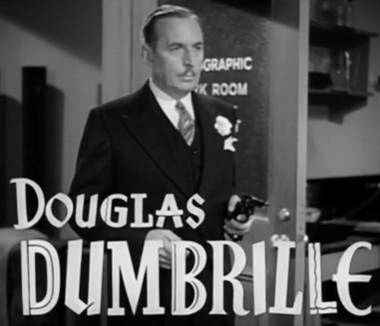
Dans Les Marx au grand magasin (1941)

- 1941 : Les Marx au grand magasin (The Big Store) de Charles Reisner
- 1942 : A Gentleman after Dark d'Edwin L. Marin
- 1942 : Ten Gentlemen from West Point d'Henry Hathaway
- 1942 : Ma femme est un ange (I Married an Angel) de W. S. Van Dyke
- 1942 : Le Cargo des innocents (Stand By for Action) de Robert Z. Leonard
- 1942 : Deux Nigauds cow-boys (Ride 'Em Cowboy) d'Arthur Lubin
- 1943 : La Du Barry était une dame (Du Barry Was a Lady) de Roy Del Ruth
- 1944 : L'Atavisme qui tue (Jungle Woman) de Reginald Le Borg
- 1944 : Les Pillards de l'Arizona (Forty Thieves) de Lesley Selander
- 1944 : Saboteur sans gloire (Uncertain Glory) de Raoul Walsh
- 1945 : Oublions le passé (Pardon My Past) de Leslie Fenton
- 1945 : Les Yeux qui tuent (The Frozen Ghost) de Harold Young
- 1946 : En route vers l'Alaska (Road to Utopia) de Hal Walker
- 1946 : Le Joyeux Barbier (Monsieur Beaucaire) de George Marshall
- 1946 : Night in Paradise d'Arthur Lubin
- 1947 : Blonde Savage de Steve Sekely
- 1947 : Rendez-vous de Noël (Christmas Eve) d'Edwin L. Marin
- 1947 : La Femme déshonorée (Dishonored Lady) de Robert Stevenson
- 1949 : Joe Palooka in the Counterpunch de Reginald Le Borg
- 1949 : Pas de pitié pour les maris (Tell it to the Judge) de Norman Foster
- 1950 : Jour de chance (Riding High) (non crédité) de Frank Capra
- 1950 : La Fille des boucaniers (Buccaneer's Girl) de Frederick de Cordova
- 1951 : Je veux un millionnaire (A Millionaire for Christy) de George Marshall
- 1952 : Scaramouche (non crédité) de George Sidney
- 1952 : Le Fils de visage pâle (Son of Paleface) de Frank Tashlin
- 1953 : Jules César (Julius Caesar) de Joseph L. Mankiewicz
- 1953 : Les Pillards de Mexico (Plunder of the Sun) de John Farrow
- 1954 : A Life at Stake de Paul Guilfoye
- 1955 : La Chérie de Jupiter (Jupiter's Darling) de George Sidney
- 1956 : Les Dix Commandements (The Ten Commandments) de Cecil B. DeMille
- 1958 : Les Boucaniers (The Buccaneer) d'Anthony Quinn
- 1960 : Une seconde jeunesse (High Time) de Blake Edwards
- 1962 :  Air Patrol (en) de Maury Dexter
- 1963 : La Revanche du Sicilien (Johnny Cool) de William Asher
- 1964 : Shock Treatment (non crédité) de Denis Sanders

### à la télévision
- 1955 : Allen in Movieland, téléfilm de Dick McDonough
- 1960 : L'Antre du crime (Syndicate Sanctuary) de Paul Harrison (série Les Incorruptibles - The Untouchables -, saison 1, épisode 13)
- 1964 : Le Recyclage de Salvadore Ross (The Self-Improvement of Salvadore Ross) de Don Siegel (série La Quatrième Dimension - The Twilight Zone -, saison 5, épisode 16)
- Série Perry Mason :
  - 1964 : The Case of the Latent Lover (saison 8, épisode 11)
  - 1965 : The Case of the Dupliclate Case de James Goldstone (saison 8, épisode 27)
- 1966 : Qu'y a-t-il de pire que la fatalité ? (A Death Worse than Fate) de Norman Foster (série Batman, saison 1, épisode 10)

## Théâtre (à Broadway)
- 1924 : Macbeth, pièce de William Shakespeare, avec Louis Wolheim
- 1925 : The Call of Life, pièce d'Arthur Schnitzler, adaptée par Dorothy Donnelly, avec Katharine Alexander, Thomas Chalmers, Eva Le Gallienne
- 1925-1926 : Princess Flavia, opérette, musique de Sigmund Romberg, livret et lyrics d'Harry B. Smith, d'après le roman Le Prisonnier de Zenda (The Prisoner of Zenda) — plusieurs fois adapté au cinéma — d'Anthony Hope, avec Joseph Calleia
- 1928 : Les Trois Mousquetaires (The Three Musketeers), comédie musicale d'après le roman éponyme d'Alexandre Dumas, musique de Rudolf Friml, lyrics de Clifford Grey et Pelham Grenville Wodehouse, livret et mise en scène de William Anthony McGuire
- 1929 : Chinese O'Neill, pièce de Cushing Donnell, avec Edward Rigby
- 1930 : Joseph, pièce de Bertram Bloch, mise en scène de George S. Kaufman, avec Ferdinand Gottschalk
- 1930 : Princess Charming, opérette, musique d'Albert Sirmey et Arthur Schwartz, lyrics d'Arthur Swanstrom, livret de Jack Donahue, avec Victor Moore
- 1931 : As you desire me, pièce de Luigi Pirandello, adaptée par Dmitri Ostrov
- 1932 : Child of Manhattan, pièce de Preston Sturges, avec Reginald Owen, Jessie Ralph